# 223년

## 연호
- 위(魏) 황초(黃初) 4년
- 촉(蜀) 장무(章武) 3년 / 건흥(建興) 원년
- 동오(東吳) 황무(黃武) 2년

## 기년
- 위(魏) 문제(文帝) 4년
- 촉(蜀) 소열제(昭烈帝) 3년 / 후주(後主) 원년
- 동오(東吳) 손권(孫權) 2년
- 신라(新羅) 내해 이사금(奈解泥師今) 28년
- 고구려(高句麗) 산상왕(山上王) 27년
- 백제(百濟) 구수왕(仇首王) 10년

## 사망
- 6월 10일 - 중국 후한말 삼국시대의 군인이자 촉나라의 황제 유비.
- 중국 후한말 삼국시대의 문인 가후.

중국 위나라 최고 명장 조인